# Académie ébroïcienne
L' Académie ébroïcienne est une société savante fondée en 1832 à Évreux.

## Historique
Le 13 septembre 1832, des membres de la Société d'agriculture, sciences, arts et belles-lettres du département de l'Eure, après l'évolution de celle-ci en Société libre d'agriculture, sciences, arts et belles-lettres de l'Eure, refondent la première en la renommant Académie ébroïcienne lors de la séance extraordinaire du 7 juin 1833.
Son siège se situe au 4 rue de l'Échiquier, à Évreux.

## Objectifs de la société
Elle se spécialise en littérature et publiera un bulletin mensuel vendu 3 francs.

### Sources
- Édouard Frère, Manuel du bibliographe normand, ou Dictionnaire bibliographique et historique […], 1858
- Jean Vidalenc, « Le département de l'Eure sous la Monarchie constitutionnelle 1814-1848 », 1952 en ligne sur Persée